# Gerhard Amersfoort
Gerhard Amersfoort – eigentlich Gerhard Cluen von Amersfoort aus Amersfoort, war ein deutscher Buchhändler in Köln zur Zeit des Humanismus und Zeitgenosse des Erasmus von Rotterdam.
Seine Töchter waren verheiratet mit dem Buchhändler Franz Birckmann (Gertrud, Eheschließung im Jahr 1511) und mit Johann Lair, dem ersten Buchdrucker in Cambridge (Eheschließung vor 1520).